# Lexicon Iconographicum Mythologiae Classicae
El Lexicon Iconographicum Mythologiae Classicae (abreviado LIMC) es una enciclopedia multivolumen, que cataloga las representaciones de la mitología clásica en las artes plásticas de la Antigüedad clásica. Publicada en serie entre 1981 y 2009, es el recurso más extenso de su clase, proporcionando «información completa y detallada». Las entradas están ordenadas alfabéticamente, con ilustraciones en blanco y negro, indexadas con sus entradas respectivas  y en volúmenes separados.
La obra la prepararon especialistas internacionales de casi 40 países  que contribuyeron en el idioma de su elección, resultando entradas escritas en inglés, alemán, francés, o italiano. LIMC también ofrece una base de datos en línea multilingüe que se actualiza independientemente de la publicación impresa.
A la LIMC se la ha calificado de «instrumento de búsqueda indispensable, monumental  y magnífico».
En los Estados Unidos, el LIMC está, por ejemplo, en la Biblioteca Alexander de la Universidad de Rutgers.

## Volúmenes
- Lexicon Iconographicum Mythologiae Classicae (LIMC), Artemis & Winkler Verlag (Zürich, München, Düsseldorf), 1981-1999 ISBN 3-7608-8751-1

Vol. I:	Aara - Aphlad (1981)
Vol. II:	Aphrodisias - Athena (1984)
Vol. III:	Atherion - Eros / Amor, Cupido (1986)
Vol. IV:	Eros (en Etruria) - Herakles (1988)
Vol. V:	Herakles - Kenchrias (1990)
Vol. VI:	Kentauroi et Kentaurides - Oiax (1992)
Vol. VII:	Oidipous - Theseus (1994)
Vol. VIII:	Thespiades - Zodiacus et Supplementum (1997)
Índices
1.  Museos, Colecciones, Sitios (1999)
2.  Fuentes literarias y Epigráficas que mencionan obras perdidas. Nombres mitológicos (1999)
- Lexicon Iconographicum Mythologiae Classicae. Supplementum 2009 (LIMC), Artemis Verlag (Düsseldorf), 2009. ISBN 978-3-538-03520-1